# Secretul Vraciului
Secretul Vraciului este a treia carte din seria Cronicile Wardstone de Joseph Delaney. O datǎ cu venirea iernii Tom, Vraciul și Alice pornesc spre Anglezarke, la reședința de iarnǎ. Probleme din trecutul Vraciului așteaptǎ încǎ derezolvate.

## Rezumat
Odatǎ cu venirea iernii, Vraciul se hotǎrǎște sǎ plece cǎtre reședința sa de iarnǎ din Anglezarke. Tom o întâlnește pe Meg Skelton, unica iubire a Vraciului, o vrăjitoare Lamia domesticǎ. 
Morgan, un necromant și fost ucenic al Vraciului, îl captureazǎ pe tatǎl lui Tom și-l șantajeazǎ pe Tom pentru un grimoar, o colecție de vrǎji și ritualuri antice, aflat în posesia Vraciului. Morgan nu știe latinǎ și citește ritualul cuvânt cu cuvânt, intenționând sǎ invoace unul dintre Vechii Zei, pe Golgoth.
Legat fiind fedeleș de mâini și de picioare, Tom este pus în afara pentagramei spre a fi oferit drept ofrandă zeului. Din cauza unor schimbǎri în ritual fǎcute de Vraci, Morgan este omorât de Golgoth, atunci când acesta se materializeazǎ. Golgoth îl amenință pe Tom că îl va omorî dacă nu îl va elibera din pentagramă, dar el refuză. După puțin timp este gǎsit de Meg și sora acesteia, Marcia, care-l duc înapoi la Vraci. Vraciul le trimite înapoi în Grecia și el, împreunǎ cu Tom și Alice, se întoarce la Chipenden.

## Personaje
- Tom
- Vraciul
- Alice
- Meg Skelton
- Morgan Hurst